# White Explosion
White Explosion（ホワイト・エクスプロージョン）は、日本のダンス&ボーカル音楽グループ。通称は「ホワエク」。
2016年にエイベックス主催「北海道限定！！DANCE＆VOCAL BOYS UNIT」オーディションを行い、最終メンバー6名が決定した。
北海道を拠点に活動するアーティストとして2017年3月から活動開始。

## 概要
2016年に結成された。全員が北海道出身、在住。北海道を拠点に活動を行う。オーディションで約100人から選出された。
坂口、三浦は、AAA西島隆弘・Da-iCE工藤大輝・lol佐藤友祐などを輩出したアクターズスタジオ北海道本部（養成所）出身。
グループ名「White Explosion」は、「white」が、北海道の雪、「Explosion」が、爆発で北海道から爆発的なグループになれるようにという願いが込められている。
北海道発！次世代型オールラウンダーとして、メンバー全員がパフォーマー兼、石名坂、佐藤、三浦がメインボーカル、大久保、坂口、山田がラップを担当している。
会場限定盤であるにも関わらずCD総販売数は累計1万枚を突破。同事務所のU-KISSのカバーもイベントで披露している。
2019年3月には公式YouTubeチャンネルを開設。
2023年8月、ラジオ番組「木曜日のホワエクラス」にて2023年いっぱいでの解散を発表、12月22日にラストライブ「Last Explosion」を開催した。

## 略歴

### 2017年
- 3月、活動を開始。
- 3月21日、音楽フェス『university Music Festa.』にて初お披露目ライブを行う。
- 4月18日、北の男子ライブvol.1開始。[11]
- 8月3日、第三十八回あさひかわ　さんろく祭り」出演。
- 9月9日/16日/23日/30日、オータムフェスト2017出演。
- 9月24日、「LIVE PRO FESTIVAL2017」出演。
- 10月7日/8日、「ゴールデンマーケットvol.41」出演。

### 2018年
- 1月2日、さっぽろ東急百貨店新春ライブ
- 1月20日、初のバスツアー（～ホワエクメンバー全員と楽しむ札幌市内バスの旅～）開催。
- 2月5日/8日/9日、「さっぽろ雪まつり」出演。
- 3月10日、初のワンマンライブ「Start of World」を開催。
- 4月29日、「White Explosion×G.E.E.K 2マンLIVE～ホワエーク、春～」
- 5月25日、佐藤弘大×TJプレゼンツ"EAST WAVE in SAPPORO"出演。
- 6月30日、lol(エルオーエル)の「lol live tour2018-scream-」札幌公演のオープニングアクト。
- 7月8日、「北ガスグループ６時間リレーマラソン2018」出演。
- 8月11.12日、自身初の関東でのイベント幕張メッセで開催の「MEN'S PANIC 2018」に出演。
- 9月15日/17日、「ルスツ うまいもん祭り2018 inHalloween」出演。
- 9月23日、４会場連動フェス「LIVE PRO FESTIVAL2018」ZEEP SAPPORO/sound lab moleに出演。[12]
- 10月5日/6日、代々木公園で開催された「第30回北海道フェアin代々木～ザ・北海食道～」出演
- 10月10日、2ndワンマンライブ「do or die」を開催。
  - 10月20日/21日、北海きたえーるで開催の「FASHION CIRCUS」出演。FM NORTH WAVEとのコラボレーションカフェを出店。メンバー自身が店員を務めた。

### 2019年
- 1月2日、さっぽろ東急百貨店新春ライブ
- 1月10日、アクセスサッポロで開催の「第一回北海道IRショーケース」出演。
- 1月12日、2019年新春 lol佐藤友祐・ホワエクと行く「FM NORTH WAVEあくすま」バスツアーを開催。
- 1月22日、「北の男子ライブvol.21」出演。
- 2月5日、『WEBER BlOoDy FeVeR VO.1』に、ゲスト出演。
- 2月7日、「第70回さっぽろ雪まつりJ:COMひろば」出演。
- 3月２日、自身３度目となるワンマンライブ『do or die~again~』を開催。
- 4月13日・14日、第三弾「ホワエク調査隊 in キロロリゾート」一泊二日スキーバスツアーを開催。
- 4月30日、さっぽろ東急百貨店『「平成」ありがとう音楽ステージ』にSOLIDEMOと出演。
- 5月12日、「第34回おびひろ桜まつり」出演。
- 7月６日、「夏だ！わいわい多良福まつり」出演。[13]
- 8月11日、「JIM BEAM SUMMER FES2019 inHOKKAIDO」出演。
- 8月13日、札幌ドームにて開催のSAPPORO×エコチル「環境広場さっぽろ2019」出演。
- 8月24日、STV「24時間テレビ42」ライブステージ出演
- 9月14日/15日/16日「KIRORO☆GRAN FESTA」出演。
- 9月22日、『～RADIO GROOVE　学園祭 inアリオ札幌～』出演。
- 9月29日、『LIVE PRO FESTIVAL』出演
- 10月3日、『第31回北海道フェアin代々木』出演。
- 10月6日、第46回池田町　秋のワイン祭り　出演。
- 11月23日、HMV札幌ステラプレイス店「ミニライブ」
- 11月30日、『はこだてクリスマスファンタジー』出演。
- 12月21日～2020年1月19日『avex 360°3Dシアター』スペシャルサポーターに決定。
- 12月26日、DEEP・佐藤広大らと「MUSIC GARDEN-Xmas AFTER LIVE-」出演。

### 2020年
- 2月8日、「STVラジオ　ごきげんようじ　ゆきまつりスペシャルinSTVホール」出演。
- 8月21日、全楽曲ダウンロード＆サブスク配信スタート
- 8月21日、HTB on ライン劇場　WhiteExplosion online LIVE「NEXT」開催。[14]
- 9月19日、『きよフェス2020』出演
- 9月26日/27日、『しらおいポロトミンタﾗフェスティバル』出演
- 10月1日、FM NORTH WAVEでのラジオレギュラー番組『木曜日のホワエクラス』スタート[15]
- 11月、Vリーグチーム「サフィルヴァ北海道」のアンバサダーに就任[16]

### 2021年
- 3月22日　Zepp sapporoにてワンマンライブ「Re:ALLROUND」開催。
- 10月1/2日 ワンマンライブ「5　STARS」開催。

### 2023年
- 3月21日　ワンマンライブ「Caravan」開催。
- 12月22日 ラストワンマンライブ「Last Explosion」開催。

## メンバー
2018.03.02　ワンマンライブにて年齢公表。
公式PROFILE順
| 名前     |                 | 出身          | 誕生日         | 担当     | カラー | 備考・特技                                            |
| -------- | --------------- | ------------- | -------------- | -------- | ------ | ----------------------------------------------------- |
| 坂口侑也 | さかぐち ゆうや | 北海道 札幌市 | 1995年5月3日   | ラップ   | 桃     | リーダー/振付 解散後「幻」を経て「青春CYBER」メンバー |
| 三浦拓也 | みうら たくや   | 北海道 札幌市 | 1997年12月17日 | ボーカル | 紫     | 解散後オフィスキール所属                              |

| 名前         |                   | 活動期間              |                                                                                 |
| ------------ | ----------------- | --------------------- | ------------------------------------------------------------------------------- |
| 石名坂ふぶき | いしなざか ふぶき | 2017年ー2021年3月31日 | グループ卒業後Fubukiとしてソロ活動兼North Sound Signalとしてグループ活動        |
| 大久保永遠   | おおくぼ とわ     | 2017年ー2021年10月2日 | グループ卒業後JAM HEADSのメンバーWANとしてグループ活動                          |
| 佐藤拓海     | さとう たくみ     | 2017年ー2021年10月2日 | グループ卒業後Takumi Satoとしてソロ活動兼North Sound Signall としてグループ活動 |
| 山田恭平     | やまだ きょうへい | 2017年ー2022年3月30日 |                                                                                 |

## 主な出演

### ライブ
- 北の男子ライブvol.1～vol.28

### ラジオ

#### レギュラー
- lol 佐藤友祐の access to smile  (2018年4月5日～2020年9月24日）[19]　FM NORTH WAVE
- FM JAGA「WhiteExplosionの十勝エクスプロージョン」メインパーソナリティー(2020年4月4日～現在）山田恭平
- FM NORTH WAVE 「木曜日のホワエクラス」（2020年10月1日～現在）

#### ゲスト
- FM NORTH WAVE 「RADIO GROOVE」（2018年2月28日）
- FM NORTH WAVE「RADIO GROOVE」(2018年9月19日）
- FM NORTH WAVE「＃ブレブレブレエメン」（2018年11月1日）
- FM JAGA「十勝魂778×au」（2019年5月13日）-山田恭平
- AIR-G 「G.E.E.Kの気まぐれフルコース」（2019年5月20日）-石名坂ふぶき、山田恭平[20]
- STVラジオ　「白川安彦のハッピー・GO・ラッキー」（2019年8月4日）-三浦拓也
- FM NORTH WAVE「RADIO GROOVE」(2019年8月8日）-石名坂ふぶき、三浦拓也
- STVラジオ「White ExplosionのD-tunes」（2019年8月31日・11月30日）-石名坂ふぶき、佐藤拓海、三浦拓也

### テレビ
- 熱烈！ホットサンド!（2018年7月14日・2018年10月6日）STV 札幌テレビ -三浦拓也
- 夜のお楽しみ寝落ちちゃん（2017年10月2日）HTB 北海道テレビ放送　-山田恭平
- 札幌人図鑑（2017年12月6日）J:COMチャンネル札幌
- 6時間リレーマラソンin札幌ドーム2018（2018年7月21日）Tvh テレビ北海道
- witch(2019年2月15日）HBC 北海道放送
- イチモ二！（2019年9月13日）HTB
- 音ドキッ！（2019年10月12日）HBC
- イチオシ！（2019年12月20日・2020年1月10日）HTB
- 金曜ブランチ（2019年～）HBC
- どさんこワイド179「電話でお絵かきですよ」（2020年8月12日）STV-三浦拓也

### CM
- 日本赤十字社　北海道赤十字センター（2020年4月）-三浦拓也、大久保永遠
- 株式会社マックスコム　（2020年4月）-山田恭平、三浦拓也

### 広告・その他
- さっぽろ東急百貨店-【ホワエク探検隊×さっぽろ東急百貨店】（2018年5月～現在）
- 北海道新聞　夕刊インタビュー（2017年6月17日）
- 十勝毎日新聞（2017年7月3日）-山田恭平[21]
- 「キュン旅北海道2018夏秋合併号」-山田恭平
- 第13回札幌国際短編映画祭（STV「熱烈！ホットサンド！」放送200回目記念企画ショートフィルム『聞き込み』）主演-三浦拓也[22](2018年10月13日）[23]
- 「メガネのプリンス」（2018年-）下取りセール広告-山田恭平
- 広報さっぽろ6月号清田版　【きよフェスアーティスト×きよたスイーツ】-大久保永遠、山田恭平[24]

## 作品

### シングル
|    | 発売日     | タイトル                          | 品番       | 備考 |
| -- | ---------- | --------------------------------- | ---------- | --- |
| 1  | 2017.3.21  | Start of World                    | AGCD-0321  | 作曲：Dazsta 作詞：斎藤恵太/高橋力サムソンジュニア |
| 2  | 2017.7.01  | Endless Story                     | AGM-0701   | 作曲：涼風ヨウ 編曲：Dazsta 作詞：涼風ヨウ/高橋力サムソンジュニア |
| 3  | 2017.10.07 | Break out                         | AGM-171007 | 作曲：涼風ヨウ編曲：Dazsta 作詞：涼風ヨウ/高橋力サムソンジュニア |
| 4  | 2017.12.26 | last memory                       | AGM-180101 | 作曲：高橋大成 作詞：佐藤竜昇/高橋力サムソンジュニア |
| 5  | 2018.03.10 | Emotion                           | AGM-180310 | 作曲編曲：Dazsta 作詞：Honoka/高橋力サムソンジュニア |
| 6  | 2018.05.13 | Time to say good-bye              | AGM-180512 | 作曲：涼風ヨウ/Dazsta 作詞：涼風ヨウ/高橋力サムソンジュニア |
| 7  | 2018.08.11 | RISE ON                           | AEI-180811 | 作曲：涼風ヨウ/Dazsta 作詞：涼風ヨウ/高橋力サムソンジュニア |
| 8  | 2019.08.11 | Imitation Love/I'm still here...  | AEI-190801 | 1.Imitation Love 作曲：IgA/BAKA BOND 作詞：Mio Aoyama Tvh(テレビ北海道）スイッチン！9月度エンディンク 2.I'm still here... 作曲：Dazsta 作詞：Sophia Lupin/高橋力サムソンジュニア |
| 9  | 2019.09.28 | Memories of You / REVENGER        | AEI-190916 | 1.Memories of You 作曲：涼風ヨウ 編曲：Dazsta 作詞：涼風ヨウ/高橋力サムソンジュニア 2.REVENGER 作曲：IgA/BAKA BOND 作詞：mio aoyama                                              |
| 10 | 2020.11.18 | STORY/ビラバナ～Beat up,Burn up～ | AEI-201018 | １.STORY 作曲：JOWIE 作詞：White Exploshion FMいるか11月度応援ソング 2.ビラバナ～Beat up,Burn up～」作曲：IgA/BAKA BOND 作詞：Mio Aoyama                                         |
| 11 | 2021.01.08 | Next/Limitless                    |            | 1.Next 作曲編曲作詞：Tomato Factory 2.Limitless 作曲編曲作詞：Tomato Factory サフィルヴァ北海道2020年シーズンオフィシャルソング                                                  |
| 12 | 2022.03.30 | NEON/Spread the Stars!            |            | |

### アルバム
|   | 発売日     | タイトル        | 収録                                                                                 | 備考 |
| 1 | 2018.10.10 | Precious Moment | 1.Shine Days 2.Endless Story 3.Time to say good-bye 4.Break out 5.Emotion 6.Precious | ・「Precious」TVh(テレビ北海道）スイッチン！10月度エンディング ・「Precious」北海道科学大学高等学校 TV-CM |

### 未発表曲
・This is Our Song Our Melody (2019.10.5 do or die~NEXT STAGEで披露)

## ライブ
| 年     | タイトル                                            | 月日・会場                               |
| ------ | --------------------------------------------------- | ---------------------------------------- |
| 2018年 | White Explosion FIRST LIVE 「Start of World」       | 3月10日 sound lab mole                   |
| 2018年 | White Explosion ワンマンライブ 「do or die」        | 10月10日 cube garden                     |
| 2019年 | 「do or die~again~」                                | 3月２日 cube garden                      |
| 2019年 | 「do or die～NEXT STAGE～」                         | 10月５日 cube gareden                    |
| 2020年 | 「ALL ROUND」(※新型コロナウイルスの影響により中止） | 3月21日 3月22日（昼・夜） サンピアザ劇場 |
| 2021年 | 「Re:ALL ROUND」                                    | 3月22日 Zeep Sapporo                     |

| 年     | 月日・会場              |
| ------ | ----------------------- |
| 2019年 | 10月24日 sound lab mole |
| 2019年 | 11月25日 sound lab mole |
| 2019年 | 12月9日 sound lab mole  |
| 2020年 | 1月20日 sound lab mole  |
| 2020年 | 2月17日 sound lab mole  |

## イベント
| 年     | タイトル                                                       | 月日         |
| ------ | -------------------------------------------------------------- | ------------ |
| 2018年 | ～ホワエクメンバー全員と楽しむ札幌市内バスの旅～               | 1月20日      |
| 2018年 | 「ホワエク調査隊in沼フェス」                                   | 7月1日       |
| 2019年 | lol佐藤友祐・ホワエクと行く「FM NORTH WAVEあくすま」バスツアー | 1月12日      |
| 2019年 | 「ホワエク調査隊inキロロリゾート」一泊二日スキーバスツアー     | 4月13日/14日 |
| 2019年 | lol佐藤友祐・ホワエク～あくすまバスツアー2019夏～              | 8月24日      |
| 2019年 | 北の体育祭～秋の陣2019～                                       | 9月21日      |
| 2019年 | ホワエク調査隊 in 池田町ワイン祭りバスツアー2019               | 10月6日      |
| 2020年 | 「あけおめパーティー2020」                                     | 1月18日      |